# Rochus Deurne
Rochus Deurne was een Belgische voetbalclub uit Deurne. De club was aangesloten bij de KBVB met stamnummer 665 en had geel en zwart als clubkleuren. De oude club speelde in haar bestaan zes seizoenen in de nationale reeksen.

## Geschiedenis
In 1920 ontstond voetbalclub Sint-Rochus Football Club Deurne. De club sloot zich aan bij de Belgische Voetbalbond en speelde er in de gewestelijke reeksen. Bij de invoering van de stamnummers in 1926 kreeg Sint-Rochus FC Deurne stamnummer 665 toegekend.
De club klom op en bereikte in 1932 de nationale bevorderingsreeksen, in die tijd het derde niveau. De club kon er zich goed handhaven in de middenmoot. In het tweede seizoen werd Sint-Rochus FC zelfs tweede in zijn reeks, weliswaar op zes punten van reekswinnaar Oude God Sport. De club bleef de volgende jaren in Bevordering, maar kon dit resultaat niet meer herhalen. In 1938 strandde de club uiteindelijk afgetekend op een allerlaatste plaats en zakte zo na zes jaar nationaal voetbal weer naar de provinciale reeksen. 
Sint-Rochus FC Deurne kon niet meer terugkeren op het nationale niveau. In 1937 ging de club samen met FC Deurne, zelf ontstaan uit de fusie van Voetbal Vereniging Deurne en Vlaamse Leeuw Deurne, en werd de clubnaam gewijzigd in Racing Deurne, maar in 1944 keerde men terug naar de oude naam Sint-Rochus FC Deurne. In 1953 werd de club koninklijk. In 1970 werd het voorvoegsel "Sint" weggelaten en werd de naam opnieuw gewijzigd in K. Rochus Football Club Deurne. In 2007 werd dit nog verkort tot K. Rochus Deurne.
Per 01-07-2020 ging Rochus Deurne een fusie aan met Olympic Pirates Deurne - Borgerhout, de Deurnse burenclub van het "Ruggeveld". Men ging verder als "TOR Deurne Pirates" (Team Olympic Rochus Deurne Pirates), onder het stamnummer 500 van Olympic Pirates; het oude stamnummer 665 van Rochus Deurne werd geschrapt. 
De clubkleuren van de nieuwe fusieclub werden blauw-geel, tevens de officiële kleuren van het district Deurne.  

## Bekende (ex-)spelers
- Dirk Huysmans